# Agnete og Havmanden
Agnete og Havmanden (Danmarks gamle Folkeviser 38, The Types of the Scandinavian Medieval Ballad A 47) er en dansk folkevise, der har dannet inspiration for en række danske digtere, herunder Adam Oehlenschläger og H.C. Andersen.
Visen handler om Agnete, der forelsker sig i en havmand, som hun får børn med og bor med på havets bund. Hun forlader ham dog, og vil aldrig se børnene mere. Folkevisen er også kendt i i norske og svenske udgaver.
Oprindelsen af Agnete og Havmanden er ukendt, men det er muligvis en skillingsvise fra omkring år 1800.

## Handling
Folkevisen handler om mennesket Agnete, der falder for en havmand. Hun lader sig føre ned på havets bund med havmanden, hvor hun er i otte år, og får syv sønner. Da hun hører kirkeklokkeerne og vil gå i kirke får hun lov såfremt hun kommer tilbage til sine børn. Hun bliver også formanet om ikke at slå sit hår ud, sidde med sin moder eller bøje sig for Herren. Hun gør alle tre ting. Da hendes moder spørger, hvor hun har været de otte år, fortæller hun, at hun har boet med havmanden, som har givet hende guldbånd, fine sko og en harpe.
Herefter træder havmanden op af vandet og træder ind i kirken for at minde hende om, at hendes børn savner hende. Hun afsværger dem og proklamerer, at hun aldrig kommer tilbage.

## I populærkultur

### Skulpturer
En bronzeskulpturgruppe fra 1992 af Suste Bonnén med forbillede i denne er placeret som undervandsskulptur på bunden af Slotsholmskanalen (55°40′39.52″N 12°34′48.11″Ø / 55.6776444°N 12.5800306°Ø) ved Højbro i København. Den blev givet gratis til Københavns Kommune mod at de ville varetage vedligeholdelsen. Skulpturen er oplyst, så man kan se den både nat og dag.
Skulpturen er unik, idet det er en af de eneste skulpturer i Danmark, der befinder sig under vand.
I september 2013 blev det rapporteret at to af figurerne var væltet, og den var voldsomt overgroet af alger samt at belysningen ikke fungerede.
Ved Aarhus Rådhus står siden 1941 en bronzeskulptur af Johannes C. Bjerg ved navn Agnete og Havmanden.

### Musik
Den danske komponist Hilda Sehested skrev i 1913 en opera på baggrund af folkevisen.
Den blev i 1914 antaget af Det Kongelige Teater, men ikke opført.
Først den 5. oktober 2014 blev operaen uropført af Hilda Sehested Komiteen i samarbejde med Den Fynske Opera.
Den danske musikgruppe Virelai har indspillet en version af sangen på deres album Fra bølger og bjerge (2011).

### Andet
Et rekonstrueret skib bygget efter Gedesbyskibet har fået navnet Agnete efter folkevisen. Gedesbyskibet, der er et handelsskib fra omkring år 1300, blev fundet i 1988 på Falster. Rekonstruktionen blev bygget fra 1993-1995 hvorefter det blev søsat. Skibet blev bygget af Middelaldercentret ved Nykøbing Falster, der bruger skibet som en del af museet samt til forskning.